# 花とゆめ 文系少女
『花とゆめ 文系少女』（はなとゆめ ぶんけいしょうじょ）は、白泉社が不定期に発行する漫画雑誌。2013年12月20日に『花とゆめ』の増刊号として発行された。
第1号のラインナップは新人漫画家が手掛けた小説（文学作品からライトノベル）のコミカライズ作品や漫画家のインタビュー、短編漫画、コラムなどで構成され、第2号からは『花とゆめ』掲載作品のノベライズ作品も掲載された。

## 主な掲載作品
コミカライズ作品
- 植物図鑑（作画：堤翔、原作：有川浩）
- 世界から猫が消えたなら（作画：雪野下ろせ、原作：川村元気） - 『花とゆめ』へ移籍連載
- 和菓子のアン（作画：猪狩そよ子、原作：坂木司）- 『花とゆめ』へ移籍連載
- タイニー・タイニー・ハッピー（作画：空あすか、原作：飛鳥井千砂）
- 龍ヶ嬢七々々の埋蔵金（作画：赤瓦もどむ、キャラクター原案：赤りんご、原作：鳳乃一真）
- 公家武者 松平信平（作画：南部ワタリ、シナリオ構成：子安秀明、原作：佐々木裕一）

ノベライズ作品
- スキップ・ビート!（小説：藤咲あゆな、原作：仲村佳樹）
- それでも世界は美しい（小説：高木聖子、原作：椎名橙）
- 暁のヨナ（小説：藤谷燈子、原作：草凪みずほ）